# Coronel Ezequiel
Coronel Ezequiel é um município brasileiro do estado do Rio Grande do Norte. Segundo o censo de 2022, sua população era de 5.117 habitantes. A área territorial é de 203 km².
Em Coronel Ezequiel existem 1.334 domicílios permanentes, sendo 346 ligados à rede geral de água, 336 abastecidos por poço ou nascente e 652 por outras fontes. Apenas 43 domicílios são ligados à rede geral de esgotos. As principais atividades econômicas são a agropecuária, o extrativismo e o comércio. Com relação à infra-estrutura, o município possui uma agência bancária, uma agência dos Correios, uma estação repetidora de TV, 1 jornal em circulação e 18 empresas com CNPJ atuantes no comércio varejista. No ranking de desenvolvimento, Coronel Ezequiel está em 130º lugar no estado (130/167 municípios) e em 4.651º lugar no Brasil, de um total de 5.561 municípios.
O novo nome do município deve-se a uma homenagem ao coronel Ezequiel Mergelino de Sousa (1866–1953), nascido em Araruna, Paraíba, que viveu durante muito tempo na localidade de Melão, tendo participado efetivamente do desenvolvimento da comunidade. Presidiu a intendência municipal de Santa Cruz de 1911 a 1913, e de 1920 a 1922; foi deputado estadual em muitas legislaturas e na Constituinte em 1915. Segundo o censo realizado no ano 2000, os habitantes estão assim divididos: 2.737 são do sexo masculino (50,60%) e 2.672 do sexo feminino (49,40%), sendo que 2.212 vivem na área urbana (40,90%) e 3.197 na área rural (59,10%). A densidade demográfica é de 27,55 hab/km².
Da população total, 61,90% é de alfabetizados.

## História
Em 1808, José Joaquim da Silva, possuidor de uma fazenda de gado bovino conhecida por "Riacho de Melão" fundou a povoação de Melão. Em 1856, a peste grande, conhecida como cólera-morbo, começava a assolar a região. Os moradores de Melão, depois de cinco anos de sofrimento e doença, decidiram apelar para a fé e ergueram em 1861 uma capela, na esperança de dias melhores. O povoado foi crescendo e por conta disso, a capela foi demolida e construída em outro lugar, para dar acesso ao desenvolvimento. Surgiram armazéns para guardar algodão, apareceram várias casas, comércios e em 1925 já existia o alinhamento de três ruas. O povoado de Melão tornou-se distrito de Santa Cruz em outubro de 1938, passando a se chamar oficialmente de Jericó. Cinco anos depois, em dezembro de 1943, o distrito retornou ao seu nome inicial, Melão. Em 11 de dezembro de 1953, por força da Lei nº. 1.029, Coronel Ezequiel conquistou a sua emancipação política, desmembrando-se de Santa Cruz. O município foi instalado em 11 de dezembro de 1954, ocasião em que tomou posse o primeiro prefeito, nomeado pelo governador do estado do Rio Grande do Norte.